# Eurytetranychus madagascariensis
Eurytetranychus madagascariensis är en spindeldjursart som beskrevs av Gutierrez 1966. Eurytetranychus madagascariensis ingår i släktet Eurytetranychus och familjen Tetranychidae. Inga underarter finns listade i Catalogue of Life.